# تشو هوا
تشو هوا (بالصينية: 周华) (10 مارس 1969 - ) هي لاعبة كرة قدم صينية في مركز الوسط.

## وصلات خارجية
- تشو هوا على موقع الاتحاد الدولي (مؤرشف)  (الإنجليزية)